# Thureonella punctata
Thureonella punctata är en stekelart som beskrevs av Gijswijt 1990. Thureonella punctata ingår i släktet Thureonella och familjen puppglanssteklar.
Artens utbredningsområde är Spanien. Inga underarter finns listade i Catalogue of Life.